# Pterolepis trichotoma
Pterolepis trichotoma är en tvåhjärtbladig växtart som först beskrevs av Christen Friis Rottbøll, och fick sitt nu gällande namn av Célestin Alfred Cogniaux. Pterolepis trichotoma ingår i släktet Pterolepis och familjen Melastomataceae. Inga underarter finns listade i Catalogue of Life.